# 高橋通夫
高橋 通夫（たかはし みちお、1905年 1月10日 - 1993年11月3日）は、日本の撮影監督（映画カメラマン）。

## 人物
息子は高橋康夫（元NHKプロデューサー）で、その妻は三田佳子（女優）。森宮隆は孫にあたる。
本名は高橋 与喜衛。東京府(現在の東京都)出身。開成中学を卒業し、太平洋画塾で学んだ後、大正12年に松竹蒲田撮影所に入社。デビュー以来野村浩将監督と多くの作品で組んだ。昭和15年に新興キネマ大泉撮影所に移り、昭和17年からは大映東京撮影所に所属した。